# Marcus Reno

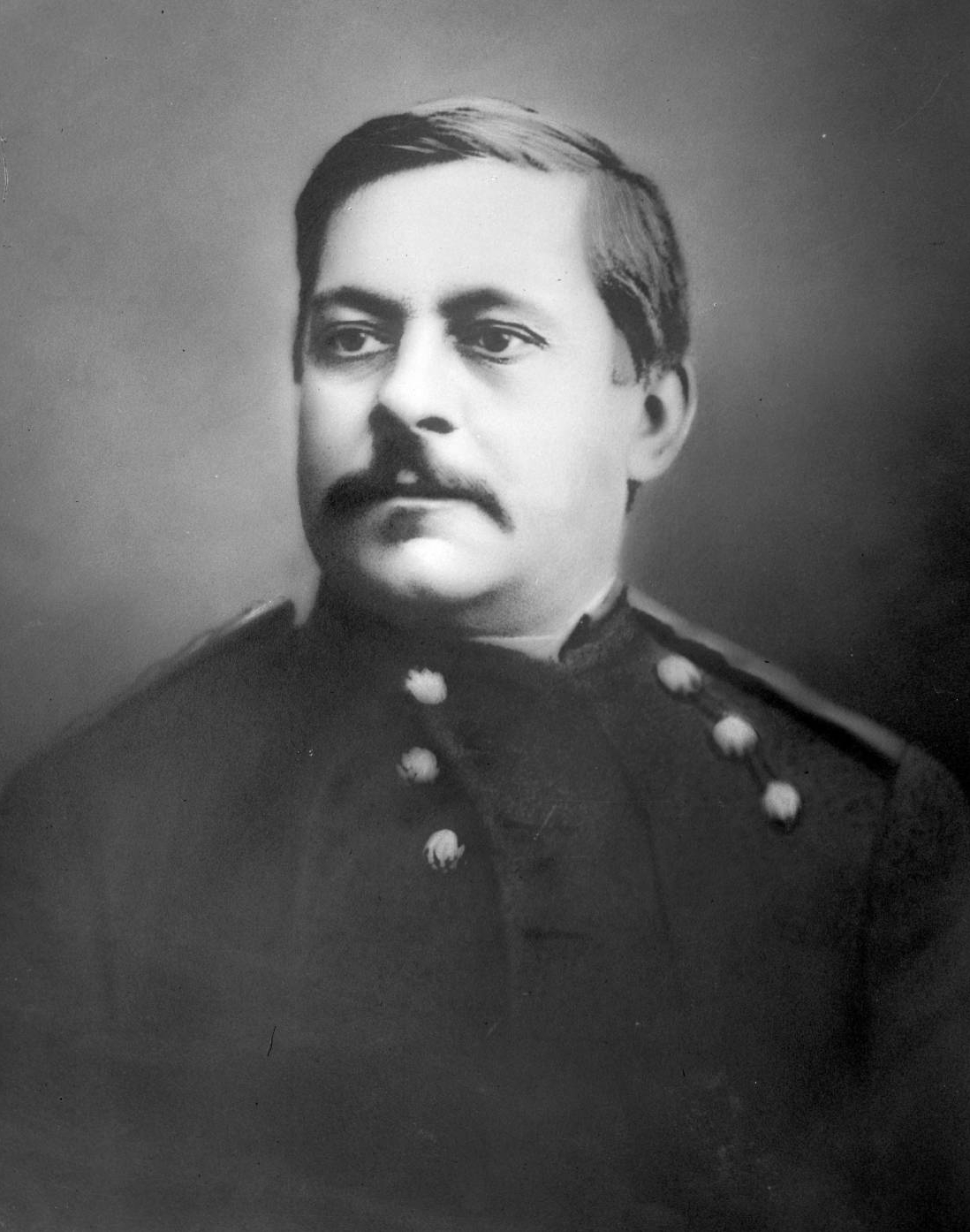
Marcus Reno

Marcus Albert Reno (Carrollton, 15 november 1834 - Washington D.C., 30 maart 1889) was een Amerikaanse beroepsmilitair die diende in de Amerikaanse Burgeroorlog waar hij een strijder was in een aantal grote veldslagen, en later onder George Armstrong Custer in de Grote Sioux Oorlog van 1876 tegen de Lakota (Sioux) en Noordelijke Cheyenne. Reno staat het bekendst vanwege zijn prominente rol in de Slag bij de Little Bighorn, waar hij de positie van Custer op het slagveld niet steunde, maar in een defensieve formatie bleef met zijn troepen op ongeveer 6,4 km afstand. Deze gebeurtenis is sindsdien een langdurig onderwerp van controverse met betrekking tot zijn commando-beslissingen in de loop van een van de meest beruchte nederlagen in de geschiedenis van het Amerikaanse leger.

## Slag bij de Little Bighorn
Reno was de hoogste officier die onder Custer diende tijdens de Slag om de Little Bighorn in juni 1876. Reno, met drie compagnieën van in totaal 140 man, zou het indiaanse dorp vanuit het zuiden aanvallen, terwijl Custer met vijf compagnieën van plan was de Little Bighorn rivier verder naar het noorden over te steken en het dorp vanaf de andere kant binnen te vallen; Custer beval kapitein Frederick Benteen met drie compagnieën om de gebieden ten zuiden van het Sioux kamp te verkennen en dan terug te keren. Kapitein Thomas McDougall's compagnie escorteerde de legertros met munitie en voorraden. 
Historici geloven dat de cavalerieofficieren niet begrepen hoe groot het dorp was. Schattingen lopen uiteen over de grootte van het dorp (tot 10.000 tipi's) en het aantal krijgers dat erbij betrokken was. Na een bezoek aan het slagveld schatte generaal Nelson Appleton Miles het aantal “krijgers niet hoger dan vijfendertighonderd”, terwijl kapitein Philo Clark, die een aantal indiaanse overlevenden interviewde, “zesentwintighonderd als het maximum aantal beschouwde”. Miles concludeerde: “Ze waren in ieder geval veel talrijker dan Custers commando.”

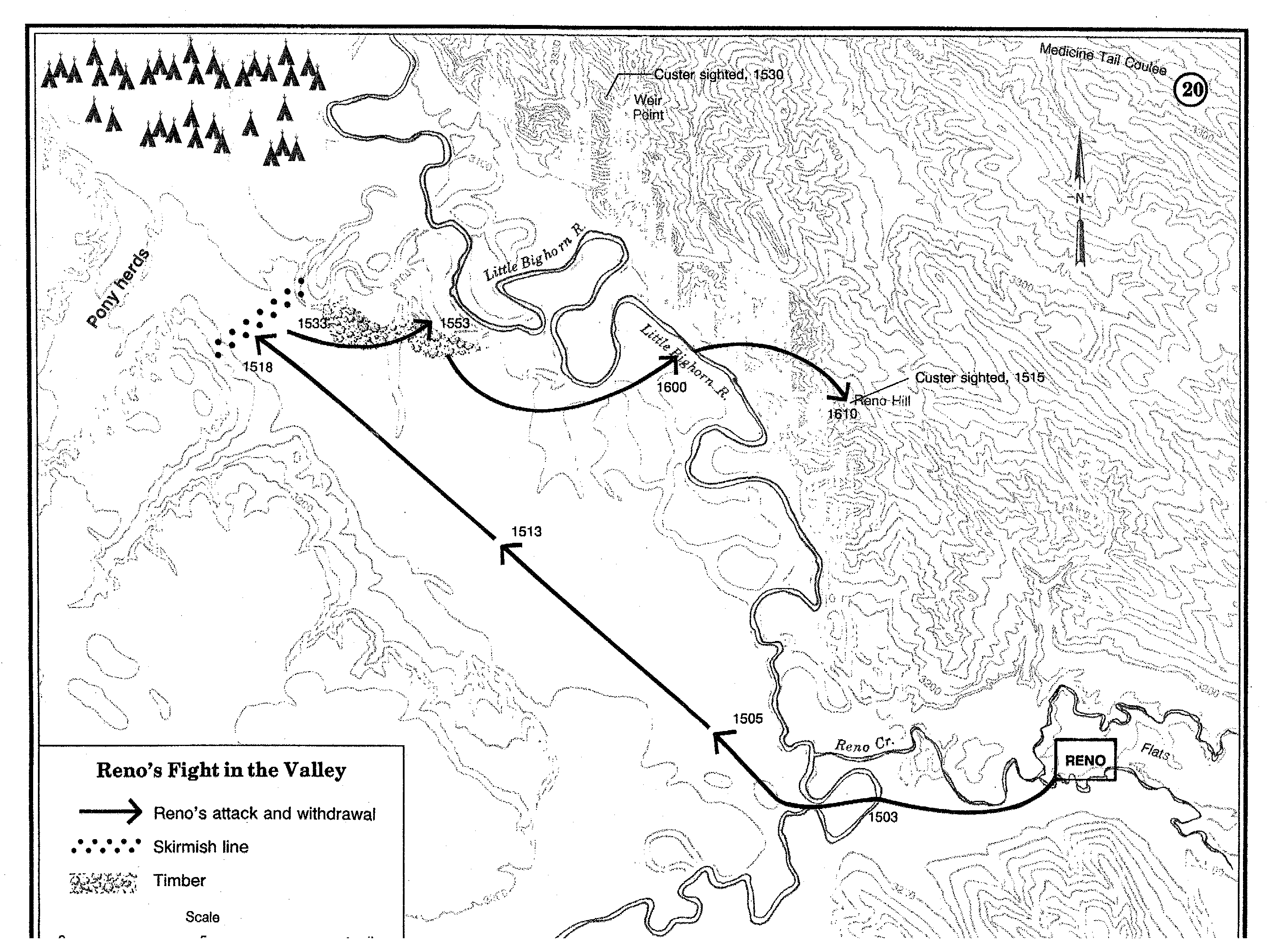
Acties van majoor Reno's drie compagnieën

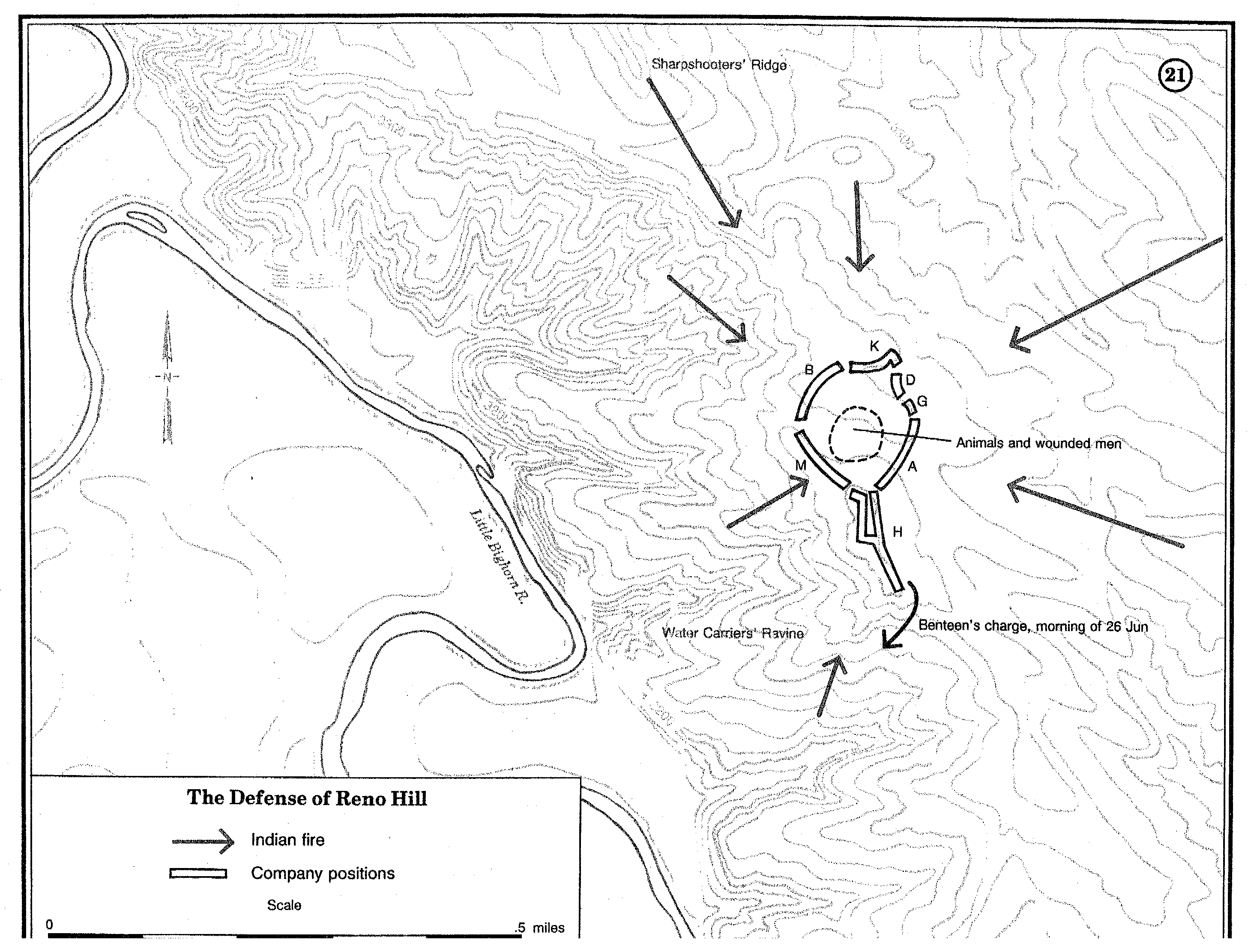
Reno–Benteen defensieve positie

Reno ging op weg naar het dorp. Bij het oversteken van de doorwaadbare plaats leek hij onzeker. Dr. Porter, die met hem meereed, vond het vreemd toen Reno vroeg of Porter zijn karabijn wilde hebben. Zijn paard was onhandelbaar en “het geweer stond in de weg.” Er was aanvankelijk geen tegenstand toen de soldaten het bos omzeilden. Na “niet meer dan tien minuten”, en toen ze in het zicht van het dorp kwamen, beval Reno “Halt!” en “Bereid je voor om te voet te vechten!””. Later verklaarde hij: “Ik ... zag dat ik in een of andere val werd gelokt.”
De aanvankelijk enkele Indiaanse krijgers waren nog enkele honderden meters van hen verwijderd toen de manschappen afstapten en een schermutselingslinie vormden. Al snel werden de troepen echter overvleugeld door honderden krijgers. Reno en zijn commando vielen terug in het bos langs de rivier.

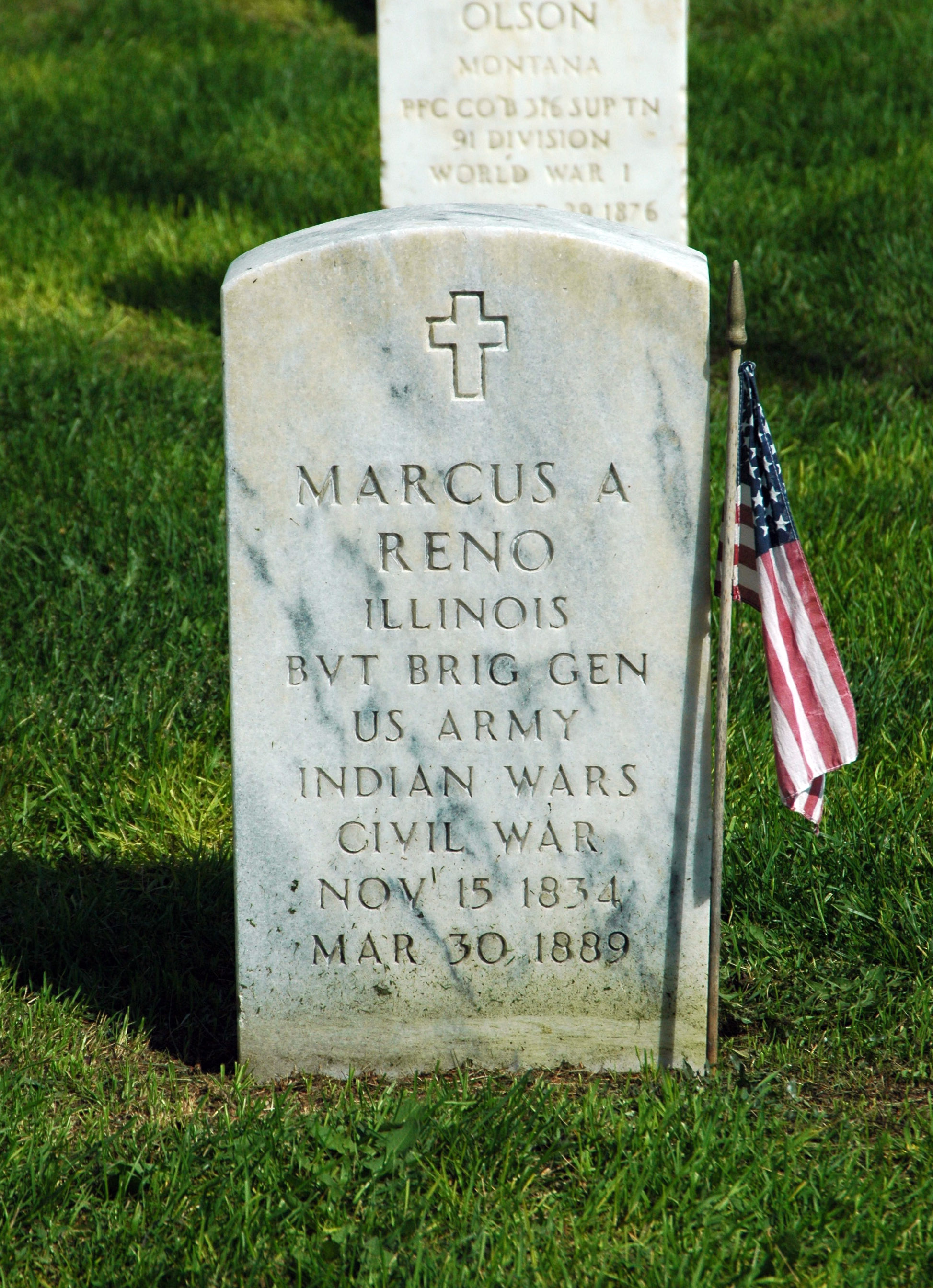
Reno's graf